# Liste des maires de Canterbury
Canterbury a obtenu une charte de la ville en 1448 qui lui a donné le droit d'avoir un maire et un shérif.
Le roi Henri VI a décrété que la ville devait être "d'un maire et d'un commun, entièrement corporative pour toujours". Le premier maire élu en vertu de la charte royale était John Lynde.
Les responsabilités des maires ont diminué au fil des ans. Ils étaient autrefois chargés de maintenir la paix, de servir de juge en chef et de présider le tribunal local. Cela a posé des problèmes car le maire pourrait être invité à présider des séances sans expérience ni connaissance du droit. La loi de 1968 sur les juges de paix a décrété que les maires n'étaient plus autorisés à siéger en tant que magistrats en vertu de leur seule fonction.
La dignité et le titre de Lord Maire ont été accordés le 13 juillet 1988 alors que la 12e Conférence de Lambeth de l'Église anglicane se tenait dans la ville .

## Maire de Canterbury

### XVesiècle
- 1448 : John Lynde[1] Premier maire de Canterbury
- 1449 : William Benet
- 1450 : Gervas Clifton ou Clyfton[2].
- 1451 : Roger Rydle
- 1452 : John Mullynge
- 1453 : John Mullynge
- 1454 : John Wynter
- 1455 : William Bonnington
- 1456 : Richard Prat
- 1457 : Philip Belknap (décédé)
- 1457 : William Bolde : notaire; peut-être un parent de Dom William Boolde [ou Bolde], moine bénédictin au prieuré de la cathédrale[3].
- 1458 : Roger Rydle
- 1459 : John Wynter
- 1460 : Roger Rydle
- 1461 : William Bygge
- 1462 : John Frennyngham
- 1463 : Thomas Forster
- 1464 : William Sellowe
- 1465 : Hamon Bele
- 1466 : John Harnell
- 1467 : William Bygge
- 1468 : John Frennyngham
- 1469 : Roger Rydle
- 1470-1471 : Nicholas Faunt : exécuté publiquement dans le Buttermarket pour haute trahison[2],[4]
- 1471 : Roger Brent
- 1472 : Roger Brent
- 1473 : John Bygge
- 1474 : John Bygge
- 1475 : John Whitlok
- 1476 : Roger Brent
- 1477 : Thomas Atwode
- 1478 : Hamon Bele
- 1479 : Thomas Atwode
- 1480 : Thomas Atwode
- 1481 : Richard Carpynter.
- 1482 : Nicholas Sheldwich
- 1483 : Nicholas Shelwich
- 1484 : William Sellowe
- 1485 : John Whitlok
- 1486 : Thomas Atwode
- 1487 : Stephen Barett
- 1488 : William Ingram
- 1489 : John Crysp
- 1490 : John Carlille
- 1491 : John Swan
- 1492 : Thomas Propchaunt : Thomas Propchant, épicier, devient homme libre de la Cité en 1463[5].
- 1493 : Edward Bolney
- 1494 : Edward Bonley
- 1495 : Thomas Atwode
- 1496 : Stephen Baret
- 1497 : Henry Gosebortne
- 1498 : Thomas Sare
- 1499 : John Plompton

### XVIesiècle
- 1500: William Atwode
- 1501: John Huett [6]
- 1502: Henry Goseborne [6]
- 1503: Thomas Sare[6]
- 1504: Thomas Wode[6]: MP pour Canterbury, 1504,1510,1515 and 1529
- 1505: William Crump[6] MP pour Canterbury, 1510
- 1506: Henry Goseborne[6]
- 1507: Ralf Brown[6]
- 1508: John Nayler[6]
- 1509: William Crump[7] MP pour Canterbury, 1510
- 1510: John Huett[6]
- 1511: Roger Clark
- 1512: Thomas Atwode[6]: MP pour Canterbury, 1504,1510,1515 et 1529
- 1513: John Broker
- 1514: Thomas Wainfleet : mort en exercice. Remplacé par Thomas Fokys: Wainfleet était MP pour Canterbury, 1512.
- 1515: John Nayler
- 1516: Henry Goseborne
- 1517: Thomas Fookys
- 1518: William Rutlande
- 1519: John Broker
- 1520: John Bridges[8]: MP pour Canterbury,1523, 1529 et 1536
- 1521: Roger Clark
- 1522: William Nutt
- 1523: Thomas Beale
- 1524: John Bridges[8]:  MP pour Canterbury,1523, 1529 et 1536
- 1525: John Alcock
- 1526: Roger Clark
- 1527: James Whitals
- 1528: William Rutlande
- 1529: Robert Lewys : MP pour Canterbury, 1539 et 1545
- 1530: Thomas Wode[6]: MP pour Canterbury, 1504,1510,1515 et 1529
- 1531: John Alcock
- 1532: Thomas Beal
- 1534:John Bridges[8]:  MP pour Canterbury,1523, 1529 et 1536
- 1535: John Alcock
- 1536: Robert Lewez : MP pour Canterbury, 1539 et 1545
- 1537: Roger Clarke
- 1538: John Starky : MP pour Canterbury, 1539
- 1539: Thomas Bele
- 1540: Robert Lewis : MP pour Canterbury, 1539 et 1545
- 1541: William Coppyn : MP pour Canterbury, 1553 et 1554
- 1542: Thomas Gower
- 1543: John Freeman
- 1544: John Alcock
- 1545: John Frenche
- 1546: Thomas Bathcost
- 1547: George Webbe :MP pour Canterbury, 1553
- 1548: Gregory Rande
- 1549: John Freeman
- 1550: Robert Lewys : MP pour Canterbury, 1539 et 1545
- 1551: William Coppyn : MP pour Canterbury, 1553 et 1554
- 1552: George Webbe : MP pour Canterbury, 1553
- 1553: John Twyne : directeur de la King's School nouvellement reconstituée en 1542, MP pour Canterbury, 1553 et 1554[2].
- 1554: Thomas Frenche
- 1555: Edward Carpenter
- 1556: John Fuller
- 1557: George Maye: MP pour Canterbury, 1559
- 1558: Stephen Sare
- 1559: John Fuller
- 1560: Henry Aldey
- 1561: Richard Furner
- 1562: Richard Railton
- 1563: Thomas Percy
- 1564: Thomas Giles
- 1565: George Maye : MP pour Canterbury, 1559
- 1566: William Fysher
- 1567: James Nethersole
- 1568: Peter Kelsham
- 1569: John Semarke
- 1570: James Drayton
- 1571: Anthony Webbe : MP pour Canterbury, 1572
- 1572: James Nethersole : déposé par ordre de la reine Elizabeth I pour faux. Remplacé par  William Fisher[2]
- 1573: Simon Brome : MP pour Canterbury, 1584, 1586 et 1589
- 1574: John Rose : MP pour Canterbury, 1584 and 1586
- 1575: Peter Kelsham
- 1576: Simon Brome : MP pour Canterbury, 1584, 1586 et 1589
- 1577: Thomas Lymiter
- 1578: Clement Bassock
- 1579: James Nethersole
- 1580: Leonard Cotton[6]
- 1581: Richard Gaunt[6]
- 1582: John Nutt[6]
- 1583: John Rose : MP pour Canterbury, 1584 et 1586[6]
- 1584: Ralph Bawden[6]
- 1585: John Eastey[6]
- 1586: Gilbert Penny[6]
- 1587: Simon Brome[6]: MP pour Canterbury, 1584, 1586 et 1589
- 1588: Adrian Nycholls[6]
- 1589: Bartholomew Brome[6]:  MP pour Canterbury, 1589
- 1590: Edward Nethersole : épouse la veuve de Richard Hooker (1554–1600)[9].
- 1591: Christopher Leeds[6]
- 1592: Marks Berry[6]
- 1593: William Amie[6]
- 1594: Thomas Long[6]
- 1595: Thomas Hovenden[6]
- 1596: James Frencham[6]
- 1597: William Clarck[6]
- 1598: Charles Wetenhall[6]
- 1599: Robert Wynne (drapier en laine)

### XVIIesiècle
- 1600: Warham Jemmett [6]
- 1601: Simon Brome[6]: MP pour Canterbury, 1584, 1586 et 1589
- 1602: Richard Gaunt[6]
- 1603: Ralph Bawden[6]
- 1604: Edward Nethersole[6]
- 1605: Sir Peter Manwood, (1571–1625) : juge et antiquaire[10]
- 1605: Mark Berry[6]
- 1606: Thomas Hovenden[6]
- 1607: Thomas Paramore[6]
- 1608: William Watmer[6]
- 1609: George Clagett :  trois fois maire de Canterbury, à savoir en 1609, 1622, and in 1632. Son fils était Nicholas Clagett the elder[11].
- 1610: Thomas Halke[6]
- 1611: Joseph Colfe :  frère du révérend. Isaac Colfe, Six prédicateurs de la Catédral de Canterbury[12].
- 1612: Thomas Featherston[6]
- 1613: George Elvwin[6]
- 1614: John Peeres[6]
- 1615: John Watson[6]
- 1616: Markes Berrey[6]
- 1617: Thomas Hovenden[6]
- 1618: Avery Sabine[6]
- 1619: Henry Vanner[6]
- 1620: Ralph Hawkins[6]
- 1621: John Hunt[6]
- 1622: George Clagett [11]
- 1623: Richard Lockley[6]
- 1624: James Master[6]
- 1625: William Whiting[6]
- 1626: John Stanly[6]
- 1627: John Furser[6]
- 1628: John Roberts[6]
- 1629: William Watmer[6]
- 1630: Avery Sabyn[6]
- 1631: John Meryam[6]
- 1632: George Clagett [11]
- 1633: John Lade[6]
- 1634: Walter Southwell[6]
- 1635: James Nicholson[6]
- 1636: William Bridge[6]
- 1637: John Terry[6]
- 1638: James Master[6]
- 1639: John Stanley[6]
- 1640: Daniel Masterson[6]
- 1641: Clive Carter[6]
- 1642: John Watson : décédé en fonction. Remplacé par Daniel Masterson
- 1643: George Nott : élection déclarée nulle par la Chambre des communes. Remplacé par John Lade [2]
- 1644: John Pollen
- 1645: Avery Sabyn
- 1646: Paul Pettit
- 1647: William Bridge
- 1648: Michael Page
- 1649: William Reeve
- 1650: Thomas Tresser
- 1651: William Whitinge
- 1652: John Lee
- 1653: William Stanley
- 1654: Henry Knight
- 1655: Henry Twyman
- 1656: Richard May
- 1657: Zachary Lee
- 1658: Thomas Ockman
- 1659: Squire Beverton
- 1660: William Turner
- 1661: George Milles
- 1662: Henry Twyman
- 1663: William Stanley
- 1664: Avery Hilles
- 1665: Thomas Ockman
- 1666: Leonard Browne
- 1667: John Simpson
- 1668: Francis Maplisden
- 1669: Nicholas Burges
- 1670: Thomas Elwyn
- 1671: Thomas Fidge [5]
- 1672: William Gilham[6]
- 1673: Thomas Knowler[6]
- 1674: Thomas Enfield[6]
- 1675: John Lott[6]
- 1676: Geo. Stanley: décédé en fonction. Remplacé par Avery Hiles[6]
- 1677: John Munn: décédé en fonction. Remplacé par John Lott[6]
- 1678: Nicholas Nicholson[6]
- 1679: Thomas Dunkin[6]
- 1680: John Garlin[6]
- 1681: Jacob Wraight :  gendre de John Durant [ou Durance], ministre indépendant à Canterbury[13].
- 1682: William Gilbert[6]
- 1683: Squier Beverton [6]
- 1684: William Rooke[6]
- 1685: Sir William Honywood, 2e Baronnet[6]
- 1686: 	Thomas Knowler[6]
- 1687: Henry Lee :  démis de ses fonctions de maire par ordre du roi Jacques II. Plus tard, MP pour Canterbury. Remplacé par John Kingsford[2].
- 1688: John Kingsford, Remplacé par Henry Gibbs [6]
- 1689: Francis Jeoffry[6]
- 1690: Henry Waddell[6]
- 1691: John Beane[6]
- 1692: Matthias Gray : épicier et naturaliste amateur, frère de Stephen Gray (1666–1736), philosophe expérimental[14].
- 1693: Nicholas Nicholson[6]
- 1694: John Brickenden[6]
- 1695: John Garlin[6]
- 1696: Henry Waddell[6]
- 1697: Squier Beverton[6]
- 1698: Joseph Webb[6]
- 1699: Francis Jeoffery[6]

### XVIIIesiècle
- 1700: Matthias Gray[6]
- 1701: John Beane[6]
- 1702: Anthony Oughton[6]
- 1703: Joseph Webb: décédé en fonction. Remplacé par John Beane[6]
- 1704: George Hall[6]
- 1705: William Pysinge[6]
- 1706: Henry Gibbs[6]
- 1707: John Beaumont[6]
- 1708: William Botting[6]
- 1709: Edward Feudall[6]
- 1710: John Wilson: décédé en fonction. Remplacé par Edward Feudall[6]
- 1711: Thomas Blunden[6]
- 1712: Moses Agar[6]
- 1713: Nicholas Fowle[6]
- 1714: Thomas Beane[6]
- 1715: Daniel Hall[6]
- 1716: Valentine Jeken[6]
- 1717: Lawrence Bridger[6]
- 1718: Nicholas Fowle[6]
- 1719: Lawrence Bridger[6]
- 1720: Richard Picard[6]
- 1721: Moses Agar[6]
- 1722: Daniel Hall[6]
- 1723: Valentine Jeken[6]
- 1724: Thomas Bullock[6]
- 1725: Thomas Shindler[6]
- 1726: Thomas Gray[6]
- 1727: Edward Jacob : chirurgien et conseiller municipal; père d'Edward Jacob (1713–1788), antiquaire et naturaliste[15].
- 1728: Richard Pembrooke
- 1729: William Botting
- 1730: Anthony Oughton
- 1731: Thomas Bullock
- 1732: Charles Knowler
- 1733: William Browning
- 1734: Thomas Shindler
- 1735: Thomas Gray
- 1736: John Castle
- 1737: Thomas Davis
- 1738: William Carter
- 1739: John Robinson
- 1740: William Browning
- 1741: Thomas Davis
- 1742:	John Tolputt
- 1743:	John Watts
- 1744:	Mark Thomas
- 1745:	John Castle
- 1746:	James Tonge
- 1747:	John Watts
- 1748:	William Gray
- 1749:	John Tolputt
- 1750:	James Tonge
- 1751:	William Cooke
- 1752:	John Robinson
- 1753:	Edward Hayward
- 1754:	John Tolputt
- 1755:	William Pembrooke
- 1756:	John Lade
- 1757:	John Byng
- 1758:	George Plomer
- 1759:	George Knowler
- 1760:	William Gray
- 1761:	John Lade
- 1762:	Wm. Pembrooke
- 1763:	George Knowler
- 1764:	James Avery
- 1765:	John Byng
- 1766:	George Stringer
- 1767:	Thomas Parker
- 1768:	Joseph Royle
- 1769:	William Long
- 1770:	John Cantis
- 1771:	Thomas Smith
- 1772: John Taddy : décédé en fonction. Remplacé par George Gipps[16].
- 1775: John Jackson : deux fois maire de Canterbury; un riche brasseur et agriculteur[17]
- 1776: James Simmons : propriétaire d'un journal, banquier, homme d'affaires et MP de Canterbury[16].
- 1777: John Denne
- 1778: Stephen Richards
- 1779: Thomas Elwyn
- 1780: William Long
- 1781: Thomas Hammond
- 1782: Richard Harris Barham
- 1783: Joseph Royle
- 1784: George Frend
- 1785: Richard Halford
- 1786: Thomas Smith
- 1787: John Jackson[17]
- 1788: James Simmons : second term [16]
- 1789: Cyprian Rondeau Bunce [18]
- 1790: Joseph Royle [18]
- 1791: Thomas Delasaux [18]
- 1792: Richard Staines [18]
- 1793: Richard Frend [18]
- 1794: John Hodges [18]
- 1795: William Bristow  [18]
- 1796: Thomas Clowes : décédé en fonction. Remplacé par Thomas Parker[18]
- 1797: John Southee[18]
- 1798: Matthew W Sankey[18]
- 1799: Joseph Royle [18]

### XIXesiècle
- 1800: Thomas Edward Salmon [18]
- 1801: Thomas DeLassaux [18]
- 1802: William Nutt[18]
- 1803: Richard Frend[18]
- 1804: John Cooper[18]
- 1805: Henry Tritton[18]
- 1806: John Southee[18]
- 1807: James Sladden Browne [18]
- 1808: Mawer Cowtan[18]
- 1809: Thomas Parker : décédé en fonction. Remplacé par James Warren[18]
- 1810: Charles Pout[18]
- 1811: James Warren[18]
- 1812: Matthew William Sankey [18]
- 1813: John James Peirce[18]
- 1814: William Jones[18]
- 1815: John Cooper[18]
- 1816: James Sladden Browne[18]
- 1817: Charles Pout[18]
- 1818: Mawer Cowtan[18]
- 1819: George Frend[18]
- 1820: James Warren[18]
- 1821: William Homersham [18]
- 1822: John Cooper[18]
- 1823: Henry Cooper[18]
- 1824: Osborne Snoulten[18]
- 1825: John James Pierce[18]
- 1826: George Frend[18]
- 1827: William Homersham[18]
- 1828: Osborne Snoulten[18]
- 1829: Edward Kingsford[18]
- 1830: Henry Cooper[18]
- 1831: John Brent[18]
- 1832: Sampson Kingsford[18]
- 1833: Richard Frend[18]
- 1834: John Partridge[18]
- 1836: (Jan-Nov): G Neame [18]
- 1836: Edward Plummer[18]
- 1837: Edward Plummer[18]
- 1838: Henry Cooper[18]
- 1839: William Plummer [18]
- 1840: William Masters : pépiniériste et hybrideur de plantes; fondateur du Canterbury Museum en 1823[19].
- 1841: William Bowman[18]
- 1842: William Plummer[18]
- 1843: George Neame[18]
- 1844: John Brent[18]
- 1845: Henry Cooper[18]
- 1846: Charles Brock[18]
- 1847: William Plummer[18]
- 1848: Thomas Wilkinson[18]
- 1849: John Brent[18]
- 1850: George Furley[18]
- 1851: George Neame[18]
- 1852: William James Cooper[18]
- 1853: William Plummer [18]
- 1854: David Matthews [18]
- 1855: Henry Cooper [18]
- 1856: William Brock [18]
- 1857: Thomas N Wightwick [18]
- 1858: Robert Sankey [18]
- 1859: Thomas N Wightwick [18]
- 1860: Edward Holttum [18]
- 1861: Robert Sankey [18]
- 1862: Thomas N Wightwick [18]
- 1863–1865: Peter Marten (3 years)[18]
- 1866: Thomas Sankey Cooper [18]
- 1867: Harry George Austin [18]
- 1868: William James Cooper  [18]
- 1869–1870: Henry Hart (2 years): pawnbroker [18]
- 1871: William Henry Linom [18]
- 1872: Harry George Austin [18]
- 1873: George Harrison [18]
- 1874: John W Z Wright [18]
- 1875: Thomas Sankey Cooper [18]
- 1876: William Henry Linom [18]
- 1877: Thomas Lambert  [18]
- 1878: Charles Goulden [18]
- 1879: John Hemery [18]
- 1880: James Coppin [18]
- 1881: George Royle Frend [18]
- 1882: Alfred James Beer [18]
- 1883: Henry Bell Wilson [18]
- 1884: James Coppin [18]
- 1885: William Robert Young [18]
- 1886: Samuel Prentice [18]
- 1887: William Mount [18]
- 1888: Samuel Prentice [18]
- 1889–1890: William Watson Mason (2 ans) [18]
- 1891–1892: William Mount (2 ans) [18]
- 1893–1894: George Collard (2 ans)[18]
- 1895: Samuel Hill Dean[18]
- 1896–1899: George Collard (4 ans)[18]

### XXesiècle
- 1900: Henry Hart : pawnbroker [18]
- 1901–1902: George Collard (2 ans) (knighted) [18],[20]
- 1903–1904: Sir George Collard (2 ans) [18]
- 1905–1910 : Francis Bennett-Goldney : MP pour Canterbury, 1910 [21]
- 1911 : Frederick J Godden [18]
- 1912–1913 : George Mount (2 ans) [18]
- 1914 : Frederick J Godden : mort et remplacé par Ramsey Allan Bremner  [18]
- 1915–1918 : Ramsay Allan Bremner (4 ans)  [18]
- 1919 : Herbert Grigg James [18]
- 1920–1922 : Wright Hunt (3 ans) [18]
- 1923–1926 : George Pope (3 ans) [18]
- 1927 : George Robert Barrett  [18]
- 1928 : William Vansittart Howard  [18]
- 1929–1930 : Stanley Gordon Francis (2 ans)  [18]
- 1931–1932 : Frank Hooker (2 ans)  [18]
- 1933–1934 : Frank Wood (2 ans)  [18]
- 1935 : Frederick Charles Lefevre  [18]
- 1936 : Frank Wood : décédé en fonction et remplacé par Frederick Charles Lefevre  [18]
- 1937 : Herbert Harrison  [18]
- 1938-1939 : Catherine Williamson (2 ans) : la première femme maire de Canterbury[2].
- 1940–1944 : Frederick Charles Lefevre  [18]
- 1945 : Alfred Baynton  [18]
- 1946–1948 : Evelyn Mary Hews  (3+ ans) [18]
- 1949–1951 : Stanley Herbert Jennings (3 yans) [18] (élection déplacée en mai)
- 1952 : John Robert Barrett[18]
- 1953–1954 : Harold Pullen Dawton (2 ans) [18]
- 1955 : Thomas Edward Carling[18]
- 1956–1958 : William Stephen Bean (3 ans)[18]
- 1959–1960 :  Thomas McCallum (2 ans)[18]
- 1961 : Arthur Vivian Wilson[18]
- 1962 : Clive Frederick Pare[18]
- 1963–1965 : Ernest Edward Kingsman (3 ans) [18]
- 1966–1967 : Bernard Augustine Porter (2 ans) [18]
- 1968–1969 : Herbert J. Buckworth (2 ans) [18]
- 1970–1971 : John Tilleard (2 ans) [18]
- 1972 : Herbert Joseph Buckworth [18]
- 1973 : Henrietta Barber : la dernière maire de l'ancienne corporation de Canterbury[2].
- 1974 : Thomas Castle : le premier maire de la nouvelle mairie élargie de Canterbury[2].
- 1974 : Thomas Edwin Castle [18]
- 1975 : Henry James Alexander [18]
- 1976 : Ian Fowler [18]
- 1977 : Margaret Mary Scott-Knight [18]
- 1978 : Clarence Richard Peard [18]
- 1979 : Edmond Robin Carver [18]
- 1980 : Bernard Augustine Porter [18]
- 1981 : William Arthur Wildman MBE [18]
- 1982 : Arthur Gordon Porter [18]
- 1983 : Bernard A Collins
- 1984 : Cyril Leslie Windsor [18]
- 1985 : Hazel McCabe [18]
- 1986 : Owen P Baker [18]
- 1987 : Frank Ian Nicholls [18]
- 1988 : Thomas Steele [18]

## Lord Maires de Canterbury
- 1988 : Thomas Steele : le premier lord-maire de Canterbury.
- 1989 : Arthur Gordon Porter
- 1990 : Jim Nock
- 1991 : John Purchese [22]
- 1992 : Patrick B M Burke
- 1993 : Richard Henry Rustin
- 1994 : William J  Hornsby
- 1995 : David Pentin
- 1996 : Clive Wake
- 1997 : Denis Lynfoot [23]
- 1998 : Peter Wales [24]
- 1999–2001 : Miss Jennifer Samper (2 years) [25]
- 2001 : Frederick Whitemore [26]
- 2002 : Mrs Mary Jeffries[27]
- 2003 : Nicholas Eden-Green [27]
- 2004 : Martin Vye [27]
- 2005 : Mrs Marion Attwood
- 2006 : Pat Todd
- 2007 : Cyril Windsor
- 2008 : Carolyn Parry [28]
- 2009 : Harry Cragg [29]
- 2010 : Pat Todd[30]
- 2011 : Ian Thomas [31]
- 2012 : Robert Waters [30]
- 2013 : Heather Taylor [32]
- 2014 : Ann Taylor [33]
- 2015 : Sally Waters [34]
- 2016 : George Metcalfe [35]
- 2017 : Rosemary Doyle [36]
- 2018 : Colin Spooner
- 2019 : Terry Westgate